# Університет королеви Вікторії (Веллінгтон)

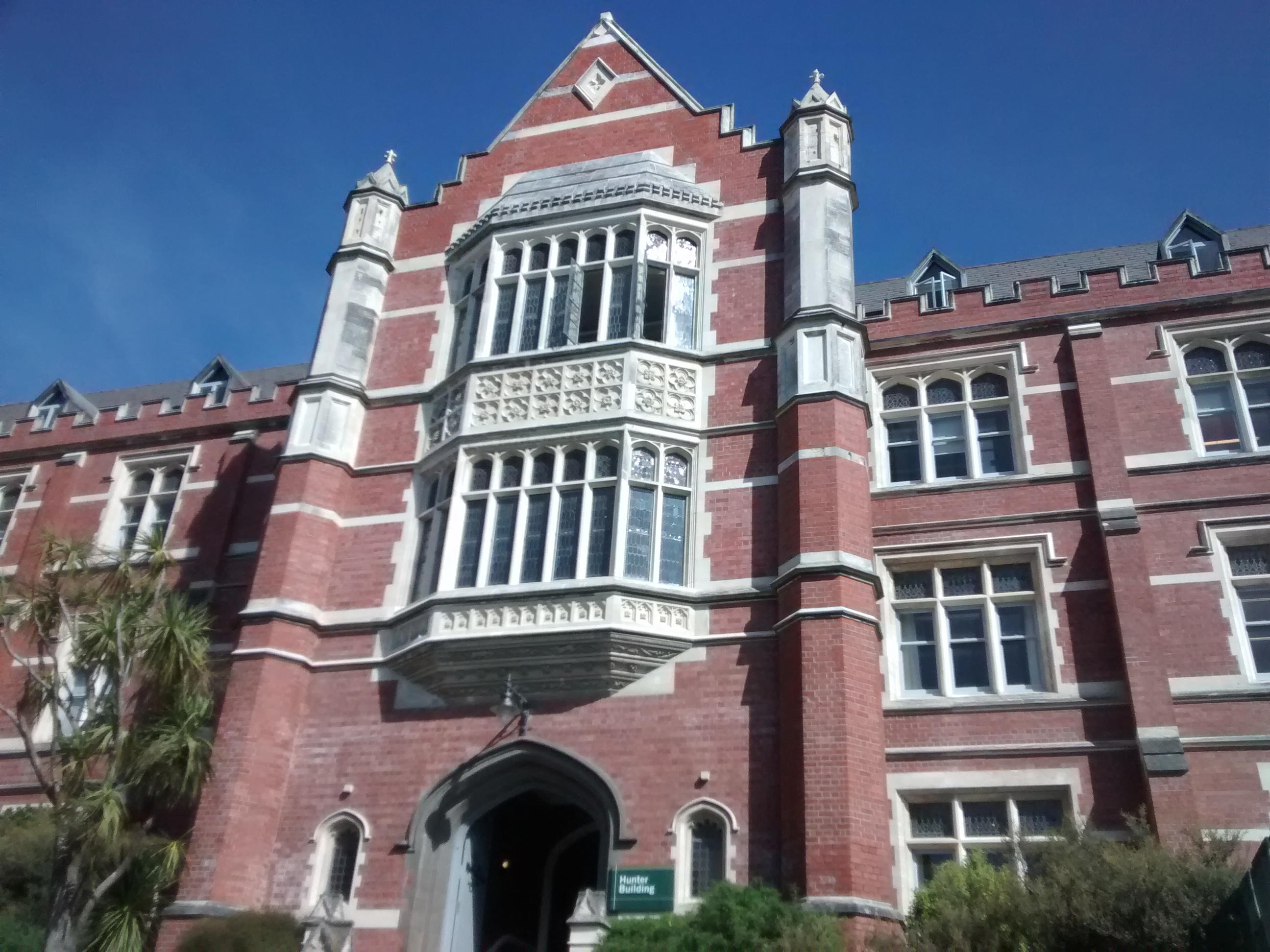
Головний корпус Університету, будівля «Мисливець»

Університет Вікторії у Веллінгтоні (англ. Victoria University of Wellington; маор. Te Whare Wānanga o Te Ūpoko o Te Ika a Māui) був заснований у 1897 році актом парламенту Нової Зеландії як Університетський коледж Вікторії. Первісно заклад був одним з колледжів, що утворювали Університет Нової Зеландії, але після його розпуску в 1961 році він став окремим університетом із правом присудження наукових ступенів.

## Підрозділи університету
Університетські факультети:
- Факультет архітектури та інноваційного дизайну[3]
- Факультет комерції та адміністрування (Веллінгтонська школа бізнесу та державного управління)[4]
- Педагогічний факультет[3]
- Інженерний факультет[5]
- Факультет гуманітарних і соціальних наук[6]
- Юридичний факультет[7]
- Факультет природничих наук[8]
- Факультет охорони здоров'я[9]

Також в межах університету діє відділення Аспірантури

## Фотогалерея

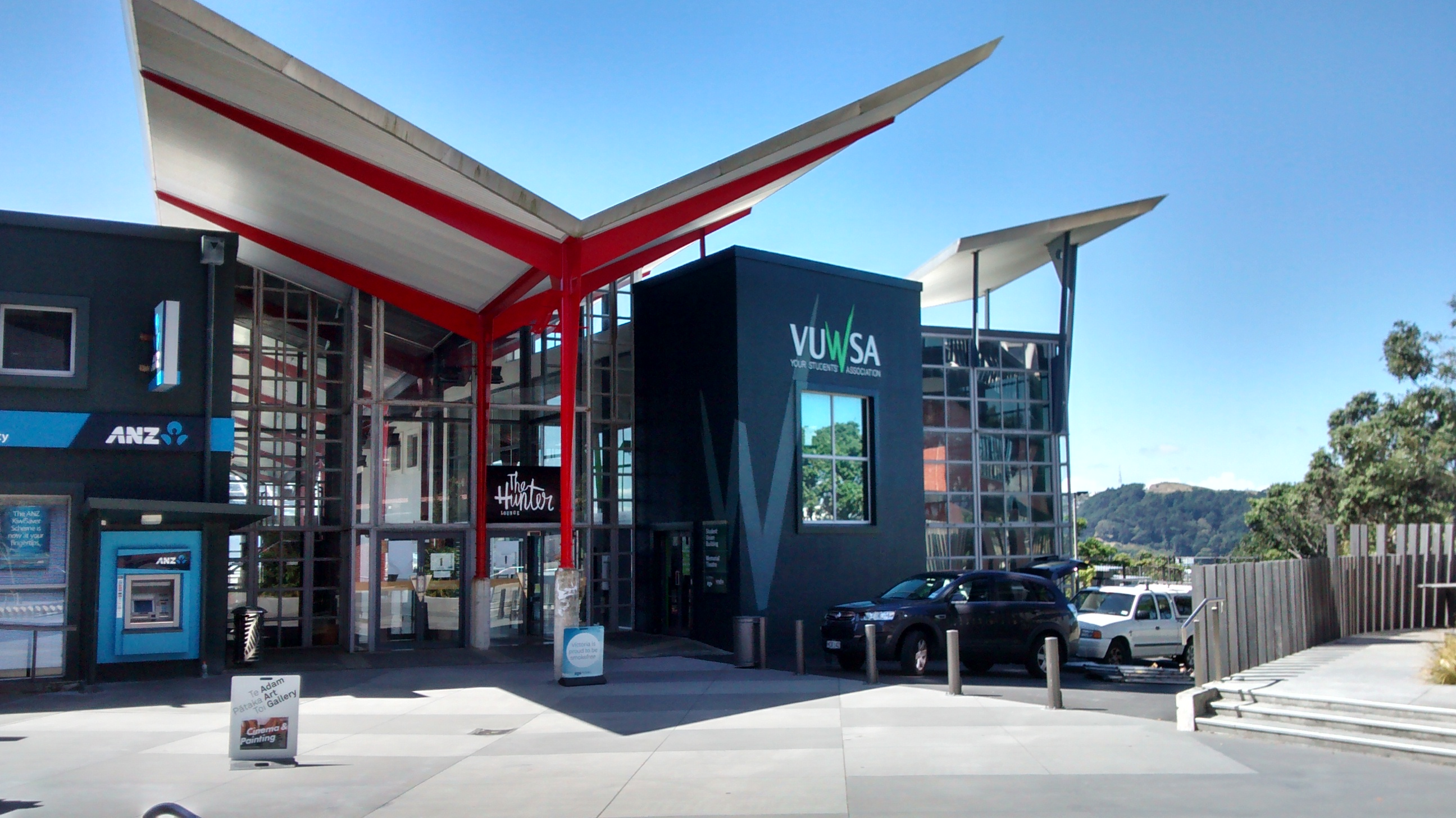
Офіс асоціації студентів
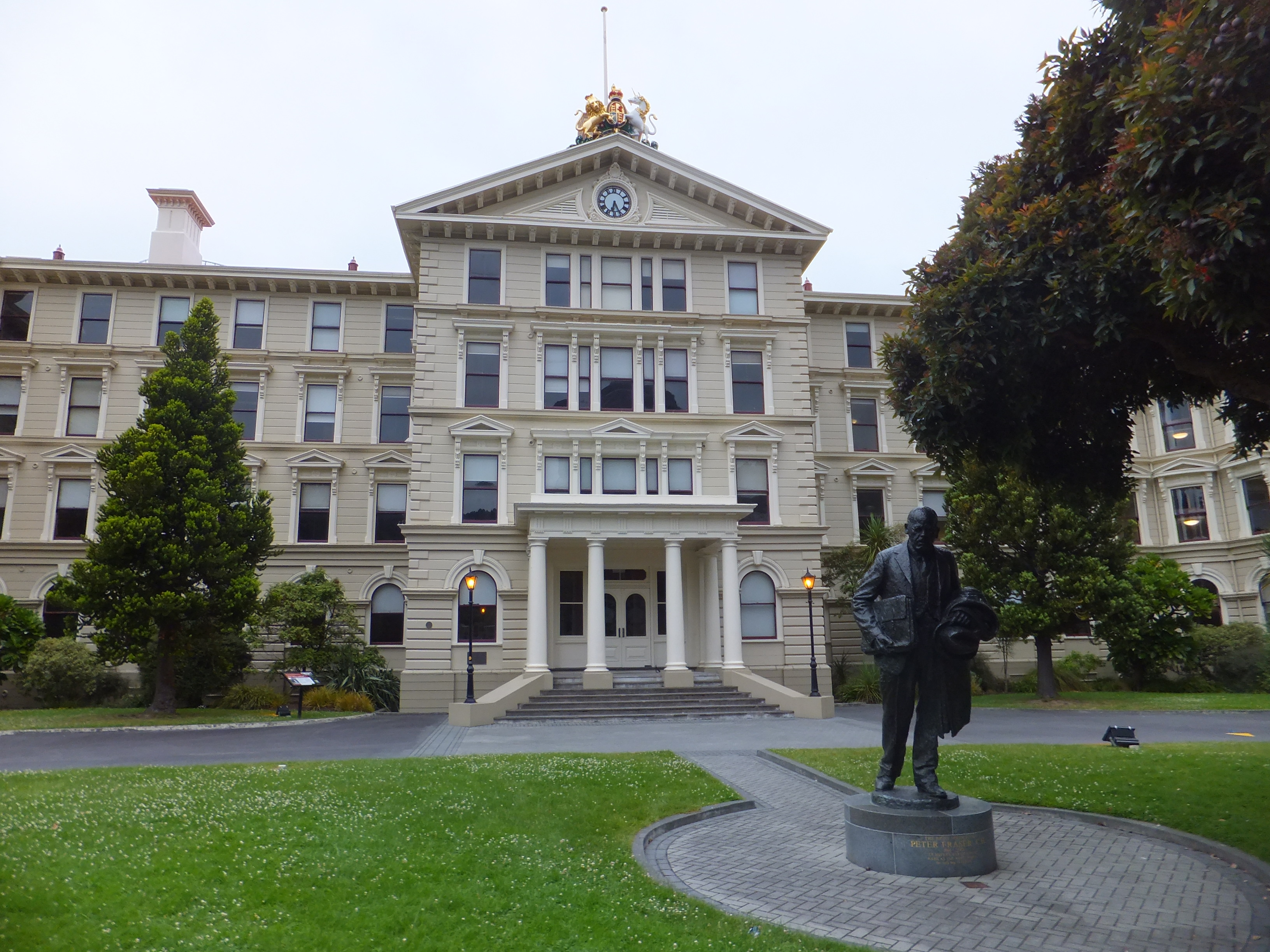
Кампус Піпітеа
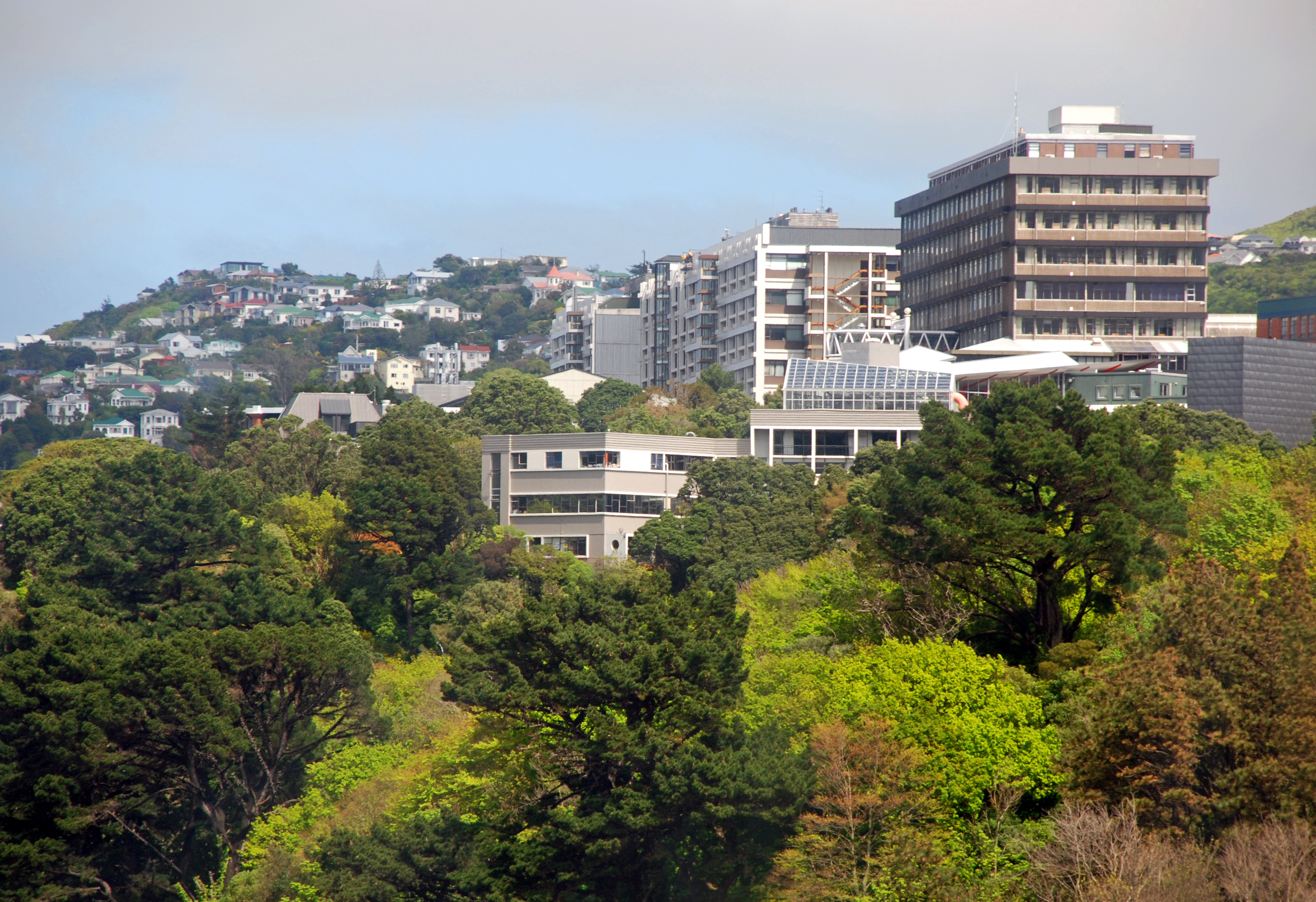
Келбернський кампус